# Stert
Stert – wieś w Anglii, w hrabstwie Wiltshire. Leży 31 km na północny zachód od miasta Salisbury i 130 km na zachód od Londynu.